# Гусевское сельское поселение (Тверская область)
Гу́севское се́льское поселе́ние — муниципальное образование в составе Оленинского района Тверской области.
Центр поселения — деревня Гусево.
Образовано в 2005 году, включило в себя территорию Татевского, Тарховского, Гусевского, Шиздеровского и Городковского сельских округов.

## Географические данные
- Общая площадь: 839,6 км²
- Нахождение: южная часть Оленинского района
  - Граничит:
    - на севере — с Глазковским СП и Гришинским СП
    - на востоке — со Смоленской областью, Сычевский район
    - на юге — с Бельским районом, Верховское и Пригородное сельские поселения
    - на западе — с Нелидовским районом, Новосёлковское СП
    - на северо-западе — с Мостовским СП

Основные реки — Лучеса и Обша.

## Население
| 2010  | 2011  | 2012  | 2013  | 2014  | 2015  | 2016  |
| ----- | ----- | ----- | ----- | ----- | ----- | ----- |
| 1133  | ↘1126 | ↘1090 | ↘1086 | ↘1037 | ↗1045 | ↘1037 |
| 2017  | 2018  | 2019  | 2020  |       |       |       |
| ↘1004 | ↘978  | ↘970  | ↘956  |       |       |       |

## Населённые пункты
На территории поселения находятся 69 населённых пунктов:
| №  | Населённый пункт   | Тип     | Население |
| -- | ------------------ | ------- | --------- |
| 1  | Аканиково          | деревня | 5         |
| 2  | Александровка      | деревня | 0         |
| 3  | Александровка      | деревня | 1         |
| 4  | Большая Кобыльщина | деревня | 5         |
| 5  | Большая Малявня    | деревня | 1         |
| 6  | Большое Уфалово    | деревня | 0         |
| 7  | Буглимы            | деревня | 0         |
| 8  | Буренки            | деревня | 0         |
| 9  | Васьково           | деревня | 7         |
| 10 | Волково            | деревня | 7         |
| 11 | Воробьи            | деревня | 0         |
| 12 | Воротьково         | деревня | 218       |
| 13 | Высокое            | деревня | 0         |
| 14 | Гавричка           | деревня | 0         |
| 15 | Гарь               | деревня | 0         |
| 16 | Глинище            | деревня | 1         |
| 17 | Городок            | деревня | 78        |
| 18 | Гусево             | деревня | ↘203      |
| 19 | Елизарово          | деревня | 0         |
| 20 | Елизарово-2        | деревня | 0         |
| 21 | Жерносеково        | деревня | 8         |
| 22 | Зелёное            | деревня | 0         |
| 23 | Зехино             | деревня | 0         |
| 24 | Иванченки          | деревня | 0         |
| 25 | Ильманово          | деревня | 0         |
| 26 | Искрино            | деревня | 10        |
| 27 | Иструбы            | деревня | 0         |
| 28 | Казаково           | деревня | 0         |
| 29 | Каменка            | деревня | 0         |
| 30 | Колесниково        | деревня | 5         |
| 31 | Коротни            | деревня | 1         |
| 32 | Кострица           | деревня | 0         |
| 33 | Лазукино           | деревня | 8         |
| 34 | Лески              | деревня | 0         |
| 35 | Лисово             | деревня | 0         |
| 36 | Лобазово           | деревня | 1         |
| 37 | Лущихино           | деревня | 1         |
| 38 | Лычево             | деревня | 0         |
| 39 | Макарово           | деревня | 0         |
| 40 | Малая Кобыльщина   | деревня | 1         |
| 41 | Малая Малявня      | деревня | 0         |
| 42 | Малое Уфалово      | деревня | 0         |
| 43 | Минино             | деревня | 0         |
| 44 | Мотькино           | деревня | 1         |
| 45 | Нивы               | деревня | 0         |
| 46 | Новинка            | деревня | 5         |
| 47 | Парфеново          | деревня | 1         |
| 48 | Пасино             | деревня | 1         |
| 49 | Петрово            | деревня | 0         |
| 50 | Подорваново        | деревня | 1         |
| 51 | Поздняки           | деревня | 1         |
| 52 | Покров             | деревня | 1         |
| 53 | Пустынька          | деревня | 0         |
| 54 | Романово           | деревня | 0         |
| 55 | Савицкие           | деревня | 0         |
| 56 | Саниково           | деревня | 13        |
| 57 | Сидоркино          | деревня | 0         |
| 58 | Сосновый Бор       | деревня | 0         |
| 59 | Староселье         | деревня | 9         |
| 60 | Тархово            | деревня | 220       |
| 61 | Татево             | село    | ↘277      |
| 62 | Татьево            | деревня | 11        |
| 63 | Тереховка          | деревня | 0         |
| 64 | Толстые            | деревня | 1         |
| 65 | Трепацкое          | деревня | 6         |
| 66 | Халютино           | деревня | 1         |
| 67 | Шарки              | деревня | 8         |
| 68 | Шиздерово          | деревня | 1         |
| 69 | Шоптово            | деревня | 0         |

### Бывшие населённые пункты
В 1998 году исключены из учётных данных деревни Зайцево, Карское и Смольково.

Ранее исчезли деревни: Березуй, Вереиста, Гордеево, Гренково, Малые Воробьи, Коптиловка, Могили, Старухи и другие. В начале XX века на территории поселения существовало более 200 деревень.

## История
В XIX-начале XX века территория поселения входила в Бельский уезд Смоленской губернии. В 1929 году территория поселения вошла в Оленинский район Ржевского округа Западной области. С 1935 года — в составе Калининской области. С декабря 1962 по март 1964 входила в Нелидовский район. С 1964 входит в Оленинский район.

## Известные люди
В деревне Кострица родился Герой Советского Союза Василий Михайлович Кузнецов.

 В деревне Большие Воробьи родился Герой Советского Союза Сергей Яковлевич Фильченков.

 Герой Советского Союза Андрей Григорьевич Фроленков — родился в ныне не существующей деревне Гренково.

 Герой Советского Союза Александр Иванович Иванов родился в деревне Лисово Бельского уезда.